# 德成大廈

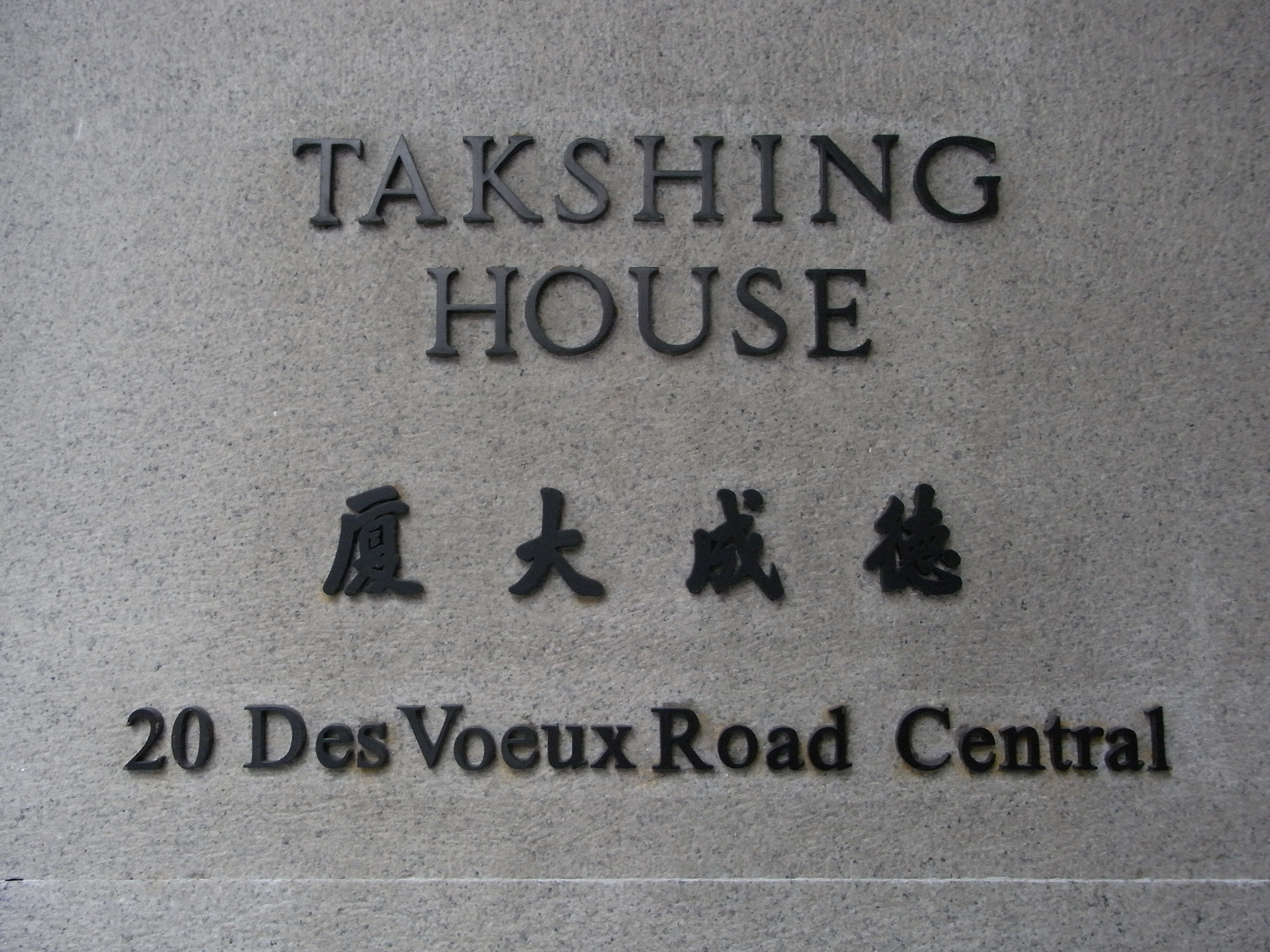
德成大廈門牌

德成大廈（英語：Tak Shing House）曾是香港一座商業大廈，位於中環德輔道中20號，樓高17層，建築師是朱彬。德成大廈是香港首座採用玻璃幕牆的建築物，業主是高可寧創辦的德成置業有限公司（Tak Shing Investment Company Limited）。
1957年，瑞泰公司開始承建德成大廈的工程。德成大廈是香港首座採用玻璃幕牆的建築物，其玻璃幕牆採用了英國Williams and Williams Ltd.的Wallspan系統。德成大廈終在1959年落成。
2020年1月，德成大廈獲屋宇署批出拆樓紙。同年，德成大廈被拆卸重建。

## 外部連結
维基共享资源上的相關多媒體資源：德成大廈